# Vallée d'Estós
La vallée d'Estós (en aragonais bénasquais Vall d'Estós o Ball d'Estós) se trouve dans la zone centrale des Pyrénées, sur leur versant espagnol.

## Géographie

### Situation, topographie
La vallée se situe dans la zone nord-occidentale de la vallée de Bénasque (nord-est de la province de Huesca) et dans le parc naturel de Posets-Maladeta. Au nord de cette vallée, d'origine glaciaire se situe le pic Perdiguère (3 222 m), et au sud celui du Posets (3 375 m). Cette vallée, orientée d'ouest en est, a une longueur approximative de 12 km au creux duquel passe le rio Estós, affluent de la rivière Ésera. Les pics de Clarabide, Gías, Oô, sont des montagnes qui dépassent également les 3 000 m et forment la frontière avec la France. L'altitude de la vallée oscille entre 1 400 et 3 375 m.

### Accès
L'accès à la vallée s'effectue essentiellement à pied à travers un réseau de sentiers bien balisés, bien qu'il y ait une piste forestière restreinte aux véhicules autorisés. Le long du chemin on rencontre de nombreuses cabanes de bergers et un refuge de montagne gardé (1 895 m) et géré par un garde de la Fédération aragonaise de montagne.

### Hydrographie
Le fond de la vallée est parcouru par le río Estós, dans lequel affluent de nombreux canyons et des torrents provenant des nombreux ibóns (lacs d'origine glaciaire), des neiges éternelles et de certains des glaciers méridionaux d'Europe.

### Climat
Depuis 1994 il fait partie du parc naturel de Posets-Maladeta pour ses importantes valeurs écologiques. Le paysage prédominant est celui de la haute montagne pyrénéenne avec une bonne représentation des étages climatiques alpin, subalpin et montagnard.

### Faune et flore
La flore prédominante sont les pâturages de montagne et les forêts, de conifères (pin noir et sapin), de feuilles caduques (hêtre, peuplier faux-tremble, bouleau, saule, érable et noisetier) et comme principaux arbustes le buis, le genévrier et le rhododendron. On trouve aussi quelques endémismes pyrénéens. Quant à la faune, on rencontre tous les animaux présents dans les écosystèmes de la haute montagne pyrénéenne dont une importante population de chamois et chevreuils ainsi que des oiseaux plus représentatifs comme le coq de bruyère, la perdrix des neiges et le gypaète.

## Tourisme sportif

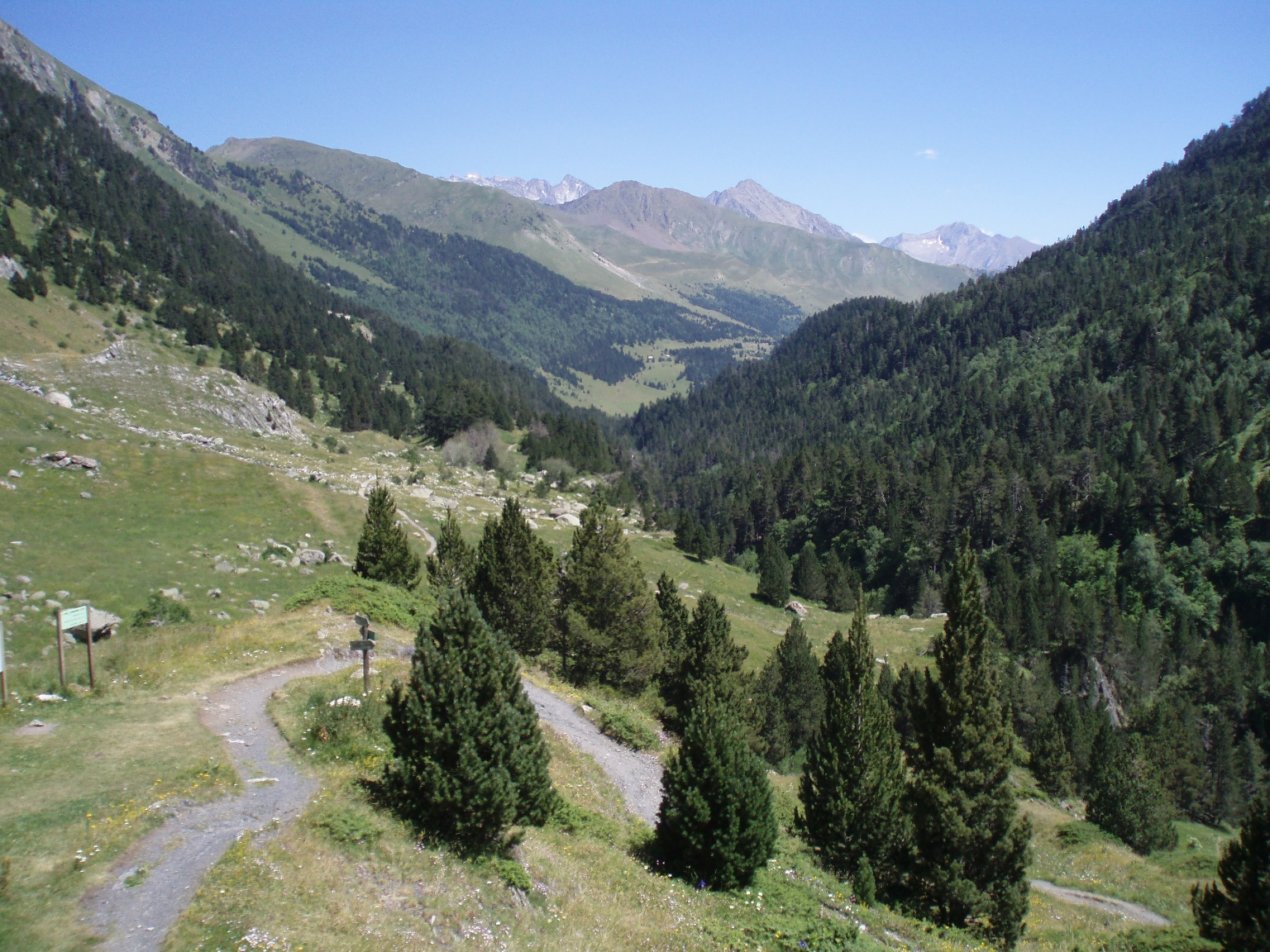
Vue de la vallée depuis le refuge d'Estós.

La vallée a un grand attrait touristique pour les amoureux des excursions en montagne, de l'escalade, du ski de montagne et de l'alpinisme. On pratique aussi la pêche à la truite et la chasse (isards, chevreuils et sangliers). À l'époque estivale ses pentes sont le lieu de pâturage d'un grand troupeau de vaches.